# Stazione di Nagata (Osaka)
Nagata (長田駅?, Nagata-eki) è una stazione della metropolitana di Osaka situata nella città sobborgo di Higashiōsaka. La stazione serve la Linea Chūō, di cui è capolinea orientale, ed è quello occidentale della linea Kintetsu Keihanna delle Ferrovie Kintetsu. Tuttavia, quando i treni percorrono quest'ultima, continuano anche sulla linea Chūō fino a Cosmosquare, mente alcuni treni della linea Chūō terminano a Nagata.

## Struttura
La stazione è dotata una piattaforma a isola con due binari sotterranei.
| 1 | ● Linea Kintetsu Keihanna |  | Per Ikoma e Gakken Nara-Tomigaoka                          |
| 2 | Linea Chūō                |  | Per Morinomiya, Hommachi, Bentenchō, Ōsakakō e Cosmosquare |

## Stazioni adiacenti
| «                       | Servizio                | »                       |
| Linea Chūō              | Linea Chūō              | Linea Chūō              |
| Linea Kintetsu Keihanna | Linea Kintetsu Keihanna | Linea Kintetsu Keihanna |
| ----------------------- | ----------------------- | ----------------------- |
| Takaida                 | Locale                  | Aramoto                 |